# Parapercis biordinis
Parapercis biordinis és una espècie de peix de la família dels pingüipèdids i de l'ordre dels perciformes.

## Descripció
- 5 espines a l'aleta dorsal i 16-17 radis tous a l'anal.
- Dues fileres de taques marrons fosques de la mida de la pupil·la al llarg dels flancs, les quals continuen com a dos punts més a l'aleta caudal.
- Petites taques fosques a prop de la base de l'aleta dorsal.
- Ulls molt grans (el seu diàmetre és superior a la mida del musell).[7][8]

## Hàbitat i distribució geogràfica
És un peix marí, demersal (fins als 130 m de fondària) i de clima tropical, el qual viu a Austràlia Occidental i les illes Filipines.

## Observacions
És inofensiu per als humans.